# الیاس طاهری
الیاس طاهری نمایندهٔ دورهٔ نهم مجلس شورای اسلامی و دبیر اول کمیسیون صنایع و معادن مجلس شورای اسلامی از حوزهٔ انتخابیهٔ اقلید در استان فارس است.